# Distrito de Le Marin
El distrito de Le Marin es un distrito (en francés arrondissement) de Francia, que se localiza en el département Martinica (en francés Martinique), de la région Martinica. Cuenta con 13 cantones y 12 comunas.
La capital de un departamento se llama subprefectura (sous-préfecture). Cuando un departamento contiene la prefectura (capital) del departamento, esa prefectura es la capital del distrito, y se comporta tanto como una prefectura como una subprefectura.

## División territorial

### Cantones
Los cantones del distrito de Le Marin son:
1. Les Anses-d'Arlet
2. Le Diamant
3. Ducos
4. Le François cantón primero Nord
5. Le François
6. Le Marin
7. Rivière-Pilote
8. Rivière-Salée
9. Sainte-Anne
10. Sainte-Luce
11. Saint-Esprit
12. Les Trois-Îlets
13. Le Vauclin

### Comunas
| 1. Les Anses-d'Arlet (97202) | 2. Le Diamant (97206)     | 3. Ducos (97207)            | 4. Le François (97210)  |
| 5. Le Marin (97217)          | 6. Rivière-Pilote (97220) | 7. Rivière-Salée (97221)    | 8. Saint-Esprit (97223) |
| 9. Sainte-Anne (97226)       | 10. Sainte-Luce (97227)   | 11. Les Trois-Îlets (97231) | 12. Le Vauclin (97232)  |